# Schweizermühle (Hilpoltstein)
Schweizermühle ist ein Gemeindeteil der Stadt Hilpoltstein im Landkreis Roth (Mittelfranken, Bayern). Schweizermühle liegt in der Gemarkung Hofstetten. Sie ist in weitem Umkreis die einzige noch in Betrieb befindliche, von Wasserrädern angetriebene Getreidemühle.

## Lage
Die Einöde liegt am Minbach, einem Zufluss der Roth, etwa einen Kilometer südöstlich von Hofstetten. Zur Mühle gelangt man von Hofstetten her über eine Abzweigung von der Pyraser Straße (Kreisstraße RH 24) sowie über die Schweizer Straße.

## Geschichte
Die Mühle gehörte bezüglich der Grundherrschaft mit der Paulusmühle und den 17 Anwesen von Hofstetten dem Kloster Walderbach. Sie war nach Hofstetten, einer Filialkirche von Zell, gepfarrt. 1540 betrieb ein Barthel Schweizer die Mühle und gab ihr wohl ihren Namen. 1792 übernahm die Müllerfamilie Angermeier die Mühle, die mit der Mahl- und mit der Sägegerechtsame ausgestattet war.
Im  Königreich Bayern (1806) wurde ein Steuerdistrikt Hilpoltstein gebildet, dem die Schweizermühle zusammen mit Hofstetten zugeordnet war. Mit dem Gemeindeedikt von 1818 wurde Hofstetten eine Ruralgemeinde, der auch die Schweizermühle angehörte. Im Zuge der Gebietsreform in Bayern wurde Hofstetten und damit auch die Schweizermühle zum 1. Januar 1972 nach Hilpoltstein eingemeindet.

## Gegenwart
Das Mühlenanwesen ist nach wie vor im Besitz der Familie Angermeier. Die Mahlmühle mit ihren Walzenstühlen wird von einem oberschlächtigen Wasserrad am Minbach und einem zweiten, mittelschlächtigen Wasserrad am Mühlbach angetrieben, das Gefälle beträgt dabei 4,80 Meter. Bei Bedarf werden Elektromotoren zugeschaltet. Gemahlen wird pro Tag eine Tonne Getreide (Roggen, Weizen, Dinkel). Das Mehl wird zum Teil direkt vermarktet. Es wird auch Landwirtschaft betrieben.

## Erdkeller

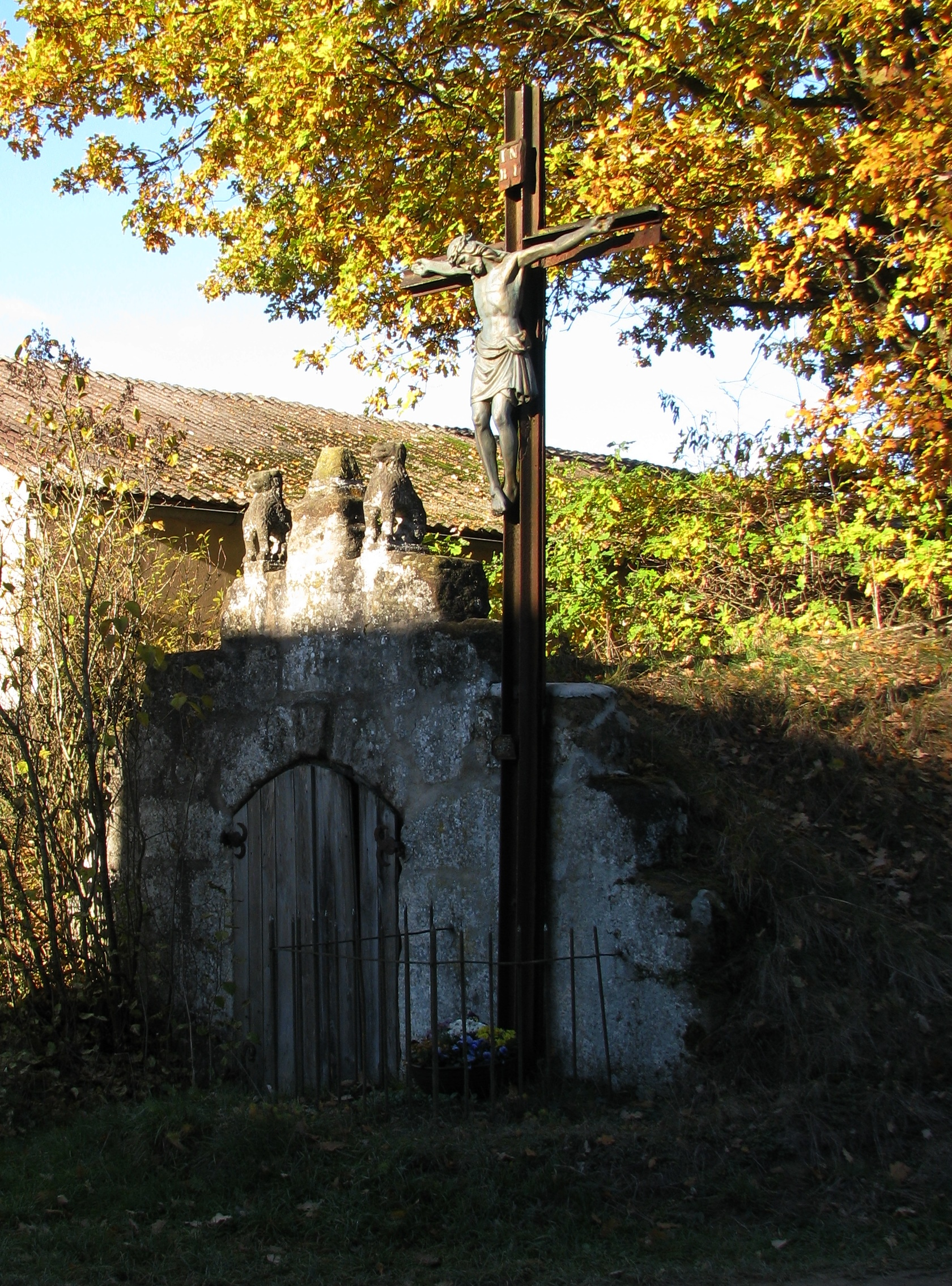
Hofkreuz am Erdkeller der Mühle

Mitte des 19. Jahrhunderts wurde der Erdkeller im Mühlenanwesen mit einer getreppten Stirnmauer aus Sandstein versehen. Sie ist mit zwei Tierfiguren bekrönt. Das rechts vom Kellereingang stehende Kreuz wurde 1898 aufgestellt.

## Einwohner
- 1818: 12 (1 „Feuerstelle“ = Anwesen, 2 Familien)[11]
- 1868: 12 (3 Gebäude)[12]
- 1937: 11[13]
- 1987: 7 (1 Wohngebäude, 1 Wohnung)[1]

## Baudenkmäler
Der Erdkeller sowie eine Sandsteinquader-Scheune von 1607/08 gelten als Baudenkmäler.